# Jocelyn Lovell
Jocelyn Bjorn Lovell (Norwich, Reino Unido, 19 de julio de 1950-Toronto, 3 de junio de 2016) fue un deportista canadiense que compitió en ciclismo en la modalidad de pista.  Estuvo casado con la patinadora de velocidad Sylvia Burka.
Ganó una medalla de plata en el Campeonato Mundial de Ciclismo en Pista de 1978, en el kilómetro contrarreloj. Participó en tres Juegos Olímpicos de Verano, entre los años 1968 y 1976, ocupando el séptimo lugar en México 1968, en el kilómetro contrarreloj.
En 1983 fue atropellado por un camión, y como consecuencia quedó tetrapléjico. En 1985 fue incluido en el Salón de la Fama del Deporte Canadiense.

## Medallero internacional
| Campeonato Mundial | Campeonato Mundial | Campeonato Mundial | Campeonato Mundial    |
| Año                | Lugar              | Medalla            | Competición           |
| ------------------ | ------------------ | ------------------ | --------------------- |
| 1978               | Múnich (RFA)       | Medalla de plata   | 1 km contrarreloj (A) |